# Pascale Baeriswyl

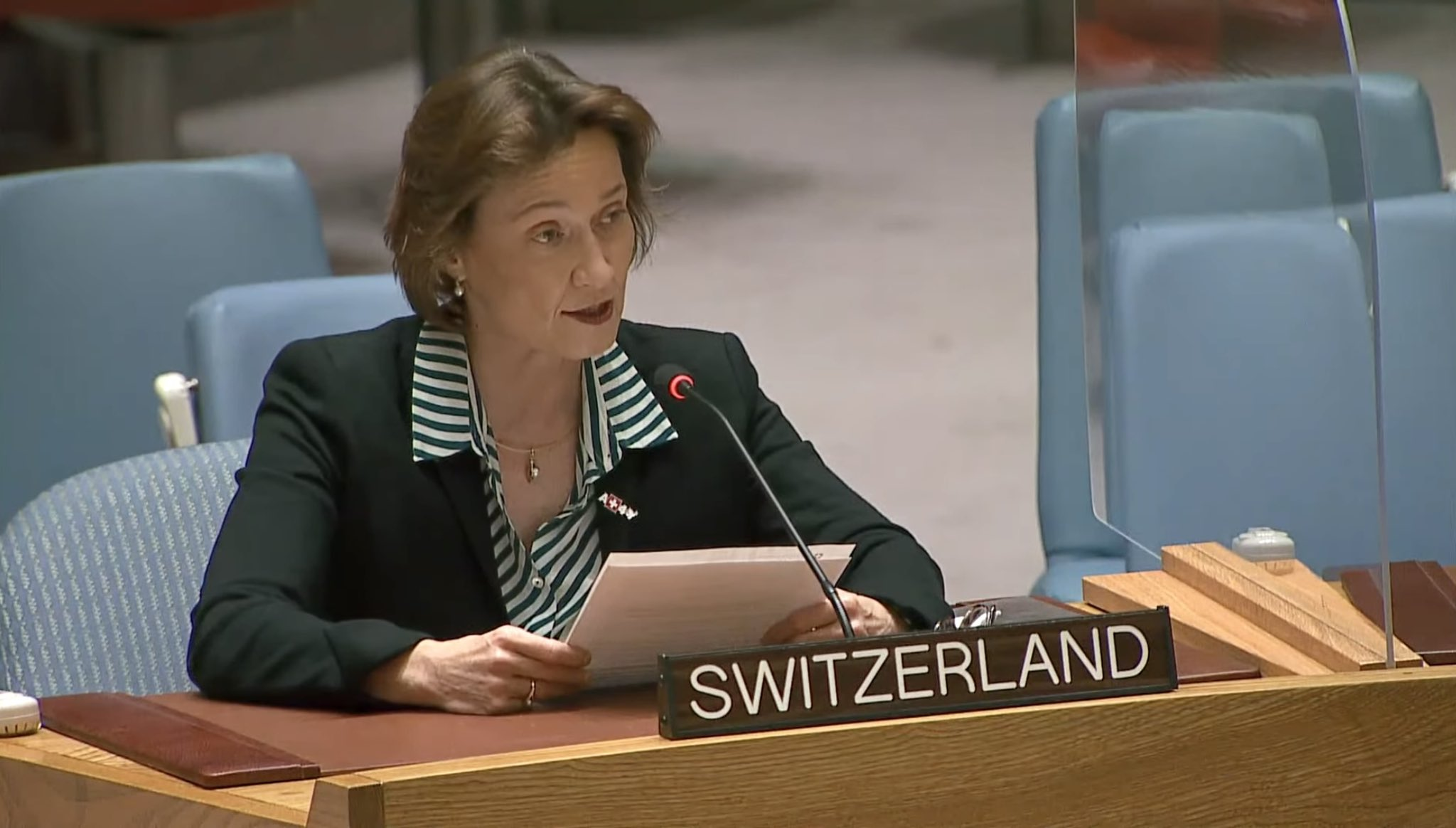
Pascale Baeriswyl (2021)

Pascale Baeriswyl (geboren am 4. April 1968 in Bern; heimatberechtigt in Basel und Freiburg) ist eine Schweizer Diplomatin. Von 2016 bis 2019 war sie Staatssekretärin im Eidgenössischen Departement für auswärtige Angelegenheiten (EDA). 2019 wurde sie vom Bundesrat zur neuen Chefin der Ständigen Mission der Schweiz bei den Vereinten Nationen in New York ernannt, sie trat ihr Amt im Juni 2020 an.

## Werdegang
1987 legte Baeriswyl die Matura Typ A am Humanistischen Gymnasium in Basel ab. Anschliessend nahm sie ein Studium an den Universitäten Basel und Genf auf, welches sie mit Lizentiaten in Rechtswissenschaften (mit dem Schwerpunkt Europarecht) sowie Geschichte, französischer Literatur und Linguistik abschloss.
Ab 1996 war Baeriswyl als Rechtsberaterin für den Schweizerischen Nationalfonds beim Projekt Halt-Gewalt und zwischen 1998 und 2001 als Richterin im Nebenamt am Zivilgericht des Kantons Basel-Stadt tätig. 2000 wechselte sie in das EDA und begann dort eine diplomatische Laufbahn, die sie an die Vertretungen der Schweiz in der vietnamesischen Hauptstadt Hanoi, bei der Europäischen Union in Brüssel sowie den Vereinten Nationen in New York führte. Ab 2013 war sie in der Direktion für Völkerrecht des EDA eingesetzt. Zunächst arbeitete sie dort als Chefin der Task Force Asset Recovery, 2014 wurde sie vom Bundesrat zur Botschafterin und Vizedirektorin der Direktion für Völkerrecht ernannt.
Von Dezember 2016 bis Dezember 2019 war Baeriswyl Staatssekretärin der Politischen Direktion des EDA. Sie löste in dieser Position Yves Rossier ab, der zum Botschafter in der Russischen Föderation ernannt worden war. Ab 1. April 2017 koordinierte Baeriswyl als Nachfolgerin des in den Ruhestand tretenden Jacques de Watteville die Verhandlungen zwischen der Schweiz und der Europäischen Union, darunter auch die zur Umsetzung des neuen Verfassungsartikels zur Zuwanderung. Ende Januar 2018 wurde sie in dieser Funktion von Roberto Balzaretti abgelöst. Am 21. August 2019 wurde sie zur neuen Chefin der Ständigen Mission der Schweiz bei den Vereinten Nationen in New York ernannt, sie trat ihr Amt im Juni 2020 an. In den Jahren 2023 und 2024 vertrat sie die Schweiz auch im UN-Sicherheitsrat, im Mai 2023 und im Oktober 2024 präsidierte sie ihn turnusgemäss. Im November 2022 erhielt sie den Alumni-Preis der Universität Basel.

## Politisches Engagement
Baeriswyl ist Mitglied der Sozialdemokratischen Partei. Im Kantonalverband Basel-Stadt war sie Ende der 1990er-Jahre Mitglied des Parteivorstandes.

## Privates
Baeriswyl ist verheiratet und hat zwei erwachsene Kinder.